# جيني جونز
جيني جونز (بالإنجليزية: Jenny Jones)‏ (و. 1948 – م) هي سياسية، من المملكة المتحدة، حزب العمال.

## مناصب
تولت منصب عضو البرلمان في المملكة المتحدة (1 مايو 1997–7 يونيو 2001).